# جونیدا مالکی
جونیدا مالکی (به انگلیسی: Jonida Maliqi) (زاده ۲۶ مارس ۱۹۸۳) خواننده اهل آلبانی است.
او نماینده آلبانی در مسابقه آواز یوروویژن ۲۰۱۹ بود.